# Fred Pattison
Frederick Lewis Maitland Pattison (* 8. August 1924 in Glasgow; † 21. August 2010) war ein schottischer Chemiker und Mediziner, der hauptsächlich in Kanada tätig war.

## Leben und Werk
Fred Pattison studierte Naturwissenschaften an der Universität Cambridge und wurde dort in organischer Chemie promoviert. Er nahm dort auch freiwillig an Expositionsversuchen im Rahmen der Chemiewaffenforschung teil, als deren Folge er 1943 zeitweilig erblindete.
Pattison ging nach Kanada und übernahm 1947 eine Dozentenstelle an der Dalhousie University in Halifax, Nova Scotia. Er wechselte 1948 in die Abteilung Chemie der University of Western Ontario in London (Ontario). Ab 1959 leitete er diese Abteilung als Professor. Sein Arbeitsgebiet waren insbesondere biologisch aktive (toxische) Organofluorverbindungen.
Nach einer Umorientierung studierte Pattison zusätzlich von 1965 bis 1969 Medizin. Er war dann als Arzt in Neufundland für die International Grenfell Association tätig. Nach seiner Rückkehr nach London leitete er ab 1973 den Student Health Service und die Klinik für Geschlechtskrankheiten. Im Ruhestand stiftete er eine nach ihm benannte Vorlesungsreihe und ein Musikstipendium an der Western University.

## Publikationen
- Toxic Aliphatic Fluorine Compounds. Amsterdam: Elsevier 1959. ISBN 978-0444404343